# Stojan Wladkow
Stojan Wladkow (bulgarisch Стоян Владков, englisch Stoyan Vladkov; * 1. August 1991) ist ein bulgarischer Leichtathlet, der im Mittel- und Langstreckenlauf an den Start geht.

## Sportliche Laufbahn
Erste internationale Erfahrungen sammelte Stojan Wladkow im Jahr 2017, als er bei den Balkan-Meisterschaften in Novi Pazar in 8:45,18 min den achten Platz im 3000-Meter-Lauf belegte. 2019 klassierte er sich bei den Balkan-Meisterschaften in Prawez in 3:52,74 min auf dem fünften Platz über 1500 Meter und 2021 wurde er bei den Balkan-Hallenmeisterschaften in Istanbul in 8:20,34 min Sechster über 3000 Meter. Ende Juni belegte er bei den Balkan-Meisterschaften in Smederevo in 8:13,347 min den siebten Platz über 3000 m und musste sein Rennen über 5000 m vorzeitig beenden.
2014 wurde Wladkow bulgarischer Meister im 800-Meter-Lauf und 2021 siegte er im 10.000-Meter-Lauf. 2022 wurde er Landesmeister im Halbmarathon und 2023 wurde er Hallenmeister über 1500 Meter.

## Persönliche Bestleistungen
- 800 Meter: 1:54,18 min, 28. Juni 2014 in Sofia
  - 800 Meter (Halle): 1:55,40 min, 3. Februar 2019 in Sofia
- 1500 Meter: 3:48,9 min, 15. Juni 2019 in Stara Sagora
  - 1500 Meter (Halle): 3:53,14 min, 28. Januar 2023 in Sofia
- 3000 Meter: 8:13,47 min, 27. Juni 2021 in Smederevo
  - 3000 Meter (Halle): 8:20,34 min, 20. Februar 2021 in Istanbul
- 5000 Meter: 14:44,9 min, 12. Juni 2022 in Weliko Tarnowo
- 10.000 Meter: 30:42,34 min, 19. Mai 2018 in London
- Halbmarathon: 1:07:15 h, 30. März 2019 in Stara Sagora